# ハリケーン・リタ
ハリケーン・リタ (Hurricane Rita) は、2005年9月下旬にアメリカ合衆国南東部をおそった大型のハリケーンである。
時間は全てアメリカ合衆国・カナダ中部標準時夏時間、（UTC-5）である。また、風速は10分間平均ではなく1分間平均であることに注意すること。

## 概要

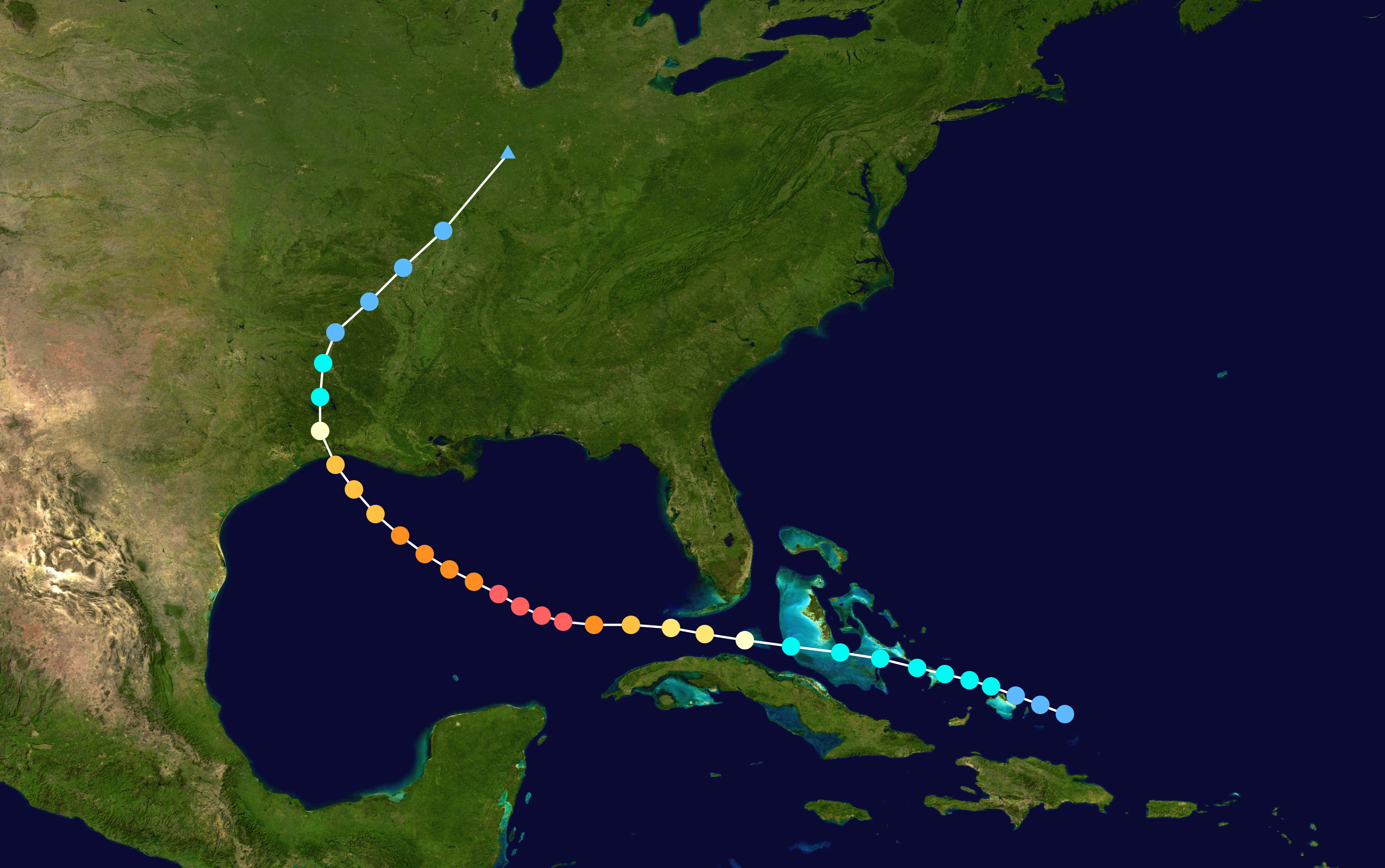
進路図

ハリケーン・リタは、2005年大西洋ハリケーンシーズンの17番目に名付けられた暴風雨、9番目のハリケーン、5番目の大型ハリケーンであり、2番目のカテゴリー5・ハリケーンである。この暴風雨はすでにフロリダ州及びキューバに影響を与え、その後テキサス州及びルイジアナ州を脅かそうとしている。この系統は2005年9月21日の午後にカテゴリー5 強度に成長し、テキサス州ガルベストン西部へ9月24日中に上陸するだろうと予想された。避難勧告はテキサス州沿岸部に出され、暴風雨はニューオーリンズも被害が出ると予測された。
この暴風雨は古い前線の端で形成され、タークス諸島・カイコス諸島の東で今年度18番目の熱帯低気圧となった。9月18日に、今年度17番目のトロピカルストームになった（つまり、日本流に言うと「台風17号」に相当する）。
リタはハリケーンになるのに時間がかかった。9月20日未明には風速毎時75マイル（毎秒33m）となっていたにもかかわらず、目がはっきりしなかったため、国立ハリケーンセンターはリタをトロピカルストームのままとした。午前8時45分には風速が明らかにハリケーンのものとなっていた。4時間後にリタはカテゴリー2の勢力に達し、最大風速毎時100マイル（毎秒44m）となっていた。
メキシコ湾を西進しながら、21日午前2時までにカテゴリー3、8時までにカテゴリー4となり、午後3時55分までにカテゴリー5となった。このとき、最大風速は毎時165マイル（毎秒73m）であった。
その後、進路を西北西に変え、10時には風速毎時175マイル（毎秒78m）と最低気圧897ヘクトパスカルを記録したが、次第に勢力を落とし、翌22日午後1時までにカテゴリー4となった。23日午前10時ごろカテゴリー3となった。
24日午前2時30分過ぎにテキサス・ルイジアナ州境カテゴリー3の勢力で上陸した後急速に勢力を落とし、午前7時にはカテゴリー2、10時にはカテゴリー1と観測された。午後4時にはトロピカルストームとなり、10時には熱帯低気圧となった。
| 順位 | ハリケーン                  | 年     | 中心気圧 (hPa) |
| ---- | --------------------------- | ------ | -------------- |
| 1    | ウィルマ（Wilma）           | 2005年 | 882            |
| 2    | ギルバート（Gilbert）       | 1988年 | 888            |
| 3    | レイバー・デー（Labor Day） | 1935年 | 892            |
| 4    | リタ（Rita）                | 2005年 | 895            |
| 5    | アレン（Allen）             | 1980年 | 899            |
| 6    | カミーユ（Camille）         | 1969年 | 900            |
| 7    | カトリーナ（Katrina）       | 2005年 | 902            |
| 8    | ミッチ（Mitch）             | 1998年 | 905            |
| 8    | ディーン（Dean）            | 2007年 | 905            |
| 10   | マリア（Maria）             | 2017年 | 908            |

## 状態

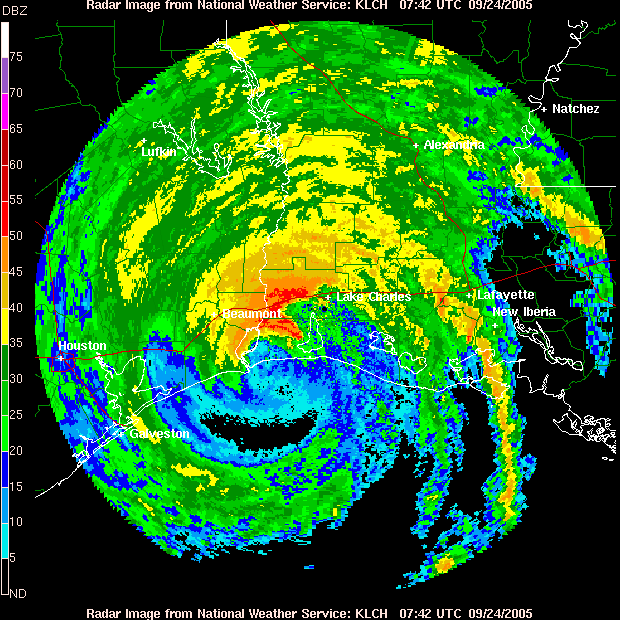
24日午前2時42分（中部夏時間）レークチャールズの米国海洋大気圏局レーダーがとらえた上陸時の画像。レーダー塔はこの撮影の後で暴風雨のため壊された。

### 警告及び警戒
- ハリケーン警告が実施された：
  - ポートオコーナー (テキサス州)からモーガンシティ (ルイジアナ州)までのメキシコ湾海岸。

- 熱帯的暴風雨警告が実施された：
  - ポートオコーナーからポートマンスフィールド (テキサス州)までの南部。
  - ニューオーリンズ及びポンチャートレイン湖を含む、モーガンシティのルイジアナ州東部からパール川の河口までの南東部海岸。

- 内陸のハリケーン警告が実施された：
  - テキサス州南東部内のブラゾリア郡、チェンバーズ郡、フォートベンド郡、ガルベストン郡、ハリス郡、ヒューストン郡、リバティー郡、ポーク郡、モンゴメリー郡、サンジャシント郡、及び トリニティー郡。
  - ルイジアナ州南西部内のアカディア郡、カルカスー郡、キャメロン郡、イベリア郡、ジェファーソンデイビス郡、ラファイエット郡、セントマーティン郡、セントメリー郡、ヴァーミリオン郡。

- 内陸のハリケーン警戒が実施された：
  - テキサス州南東部内のブルックス郡、ハーディン郡、ジャスパー郡、ニュートン郡、タイラー郡 及び ウォーラー郡。
  - ルイジアナ州西部中央部内のアレン郡、アヴォイルズ郡、ボールガール郡、エヴァンジェリン郡、ラピッズ郡、セントランドリー郡 及び ヴァーノン郡。

- 内陸の熱帯的暴風雨警戒が実施された：
  - テキサス州内のアランサス郡、オースティン郡、ビー郡、ブラゾス郡、バールソン郡、カルフーン郡、コロラド郡、ゴリアド郡、グライムズ郡、ジャクソン郡、ケネディ郡、クレバーグ郡、マディソン郡、マタゴルダ郡、ニュエセス郡、レフュリオ郡、サンパトリシオ郡、ビクトリア郡、ウォーカー郡、ワシントン郡、及び ワートン郡。
  - ルイジアナ州内のアセンション郡、アサンプション郡、イーストバトンルージュ郡、イーストフェリシアナ郡、アイバービル郡、ジェファーソン郡、ラフォース郡、オーリンズ郡、プラクマインズ郡、ポイントクープ郡、セントバーナード郡、セントチャールズ郡、セントヘレナ郡、セントジェームズ郡、セントジョンザバプティスト郡、テレボン郡、ウェストバトンルージュ郡、及び ウェストフェリシアナ郡。
  - ミシシッピ州の極端な南西部内のウィルキンソン郡。

- 内陸の熱帯的暴風雨警戒が実施された：
  - テキサス州最南部のキャメロン郡 及び ウィラシー郡。

### 避難
- 義務的避難が実施された：
  - ルイジアナ州内のカルカスー 及び キャメロン教区。
  - 高速道路92号線の南部アカディア郡。
  - 高速道路90及び14号線の南部イベリア郡。
  - 州間高速道路10号線の南部ジェファーソンデイビス郡 及びすべての他の低地地域。
  - 内陸大水路運河の南部セントメリー郡。
  - 高速道路14号線の南部ヴァーミリオン郡 及び移動住宅または特別な医療が必要。
  - テキサス州内のアランサス郡、ブラゾリア郡、カルフーン郡、チェンバーズ郡、ガルベストン郡、ゴリアド郡、ハリス郡、ジャクソン郡、ジェファーソン郡、クレバーグ郡、オレンジ郡、及びワートン郡。
  - マタゴルダ郡 (テキサス州)の南部3分の2。

### 空港及び航空会社
以下はそれらの状態及び暴風雨向けの計画に、影響を受けた地域内の空港一覧である。　
- 空港
  - ジョージ・ブッシュ・インターコンチネンタル空港、テキサス州ヒューストン (IATA：IAH、ICAO：KIAH) - 2005年9月23日の夜半 (CDT) に閉鎖され、2005年9月25日日曜日に再開されると予想される。
  - ウィリアム･P･ホビー空港、テキサス州ヒューストン (IATA：HOU、ICAO：KHOU) - 2005年9月23日の夜半 (CDT) に閉鎖され、2005年9月25日日曜日に再開されると予想される。
  - サウスイースト･テキサス空港、テキサス州ボーモント・ポートアーサー (IATA：BPT、ICAO：KBPT)

- 航空会社
  - アメリカン航空 (IATA：AA、ICAO：AAL、及びコールサイン：American) (NYSE: AMR) は9月23日金曜日にヒューストン地域の空港間の運航を中止した。 運航便は9月25日日曜日に再開される。
    - 最新：Travel Notices

  - コンチネンタル航空 (IATA：CO、ICAO：COA、及びコールサイン：Continental) (NYSE: CAL) は9月23日12:30PM CDTにジョージ・ブッシュ・インターコンチネンタル空港での、ハブの運営を中止した。この航空会社は気象の検討を行った上で、9月25日日曜日に運航を再開する計画である。
    - 最新：Operations Status

  - サウスウエスト航空 (IATA：WN、ICAO：SWA、及びコールサイン：Southwest) (NYSE: LUV) は9月23日金曜日にw:William P. Hobby Airport、w:Louis Armstrong New Orleans International Airport、及びw:Corpus Christi International Airportへの定期便サービスを中止した。この航空会社は暴風雨の動き次第で、9月25日日曜日の午前中に運航を再開する計画である。
    - 最新：Travel Advisory

## その他
リタは1年内でアメリカ合衆国を襲ったカテゴリー4/5 暴風雨の記録を作った - 2つのカテゴリー4 暴風雨は1915年 (1つは風の強さによって4と見積もられた) に経験をしていた。
国際名Ritaは、この年限りで引退となった。代わりにRinaという国際名に変更となった。